# Toyota Urban Cruiser
Toyota Urban Cruiser (на некоторых рынках продаётся как Toyota ist второго поколения)— субкомпактвэн японской корпорации Toyota. Выпускается с 2008 года.

## Технические характеристики
Urban Cruiser комплектуется с 1,4 литровым двигателем мощностью 66 кВт (90 л.с), а также с 1,3 (точнее с 1,33) литровым мощностью 74 кВт (101 л.с). Базовая версия машины имела привод на передние колеса, но у дизельных хетчбэков был и полноприводный вариант. Все модификации модели комплектовались 6-ступенчатой механической коробкой передач.

## История
Модель ist появилась на рынках ещё в 2002 году, заняв место в классе субкомпактвэнов, и было основано на маленьком седане Platz. В 2007 году было представлено второе поколение ist, основанное на Yaris второго поколения, но на некоторых рынках с 2008 года он производился как Urban Cruiser, а в США под маркой Scion.

### Urban Cruiser
Urban Cruiser впервые был представлен как концепт в 2006 году на Женевском автосалоне и там-же в 2008 году был представлен ещё один концепт, более похожий на серийный вариант. Серийный Urban Cruiser был представлен на автосалоне в Париже в 2008 году, заняв место ниже модели RAV4. Его основные конкуренты, это Nissan Qashqai и Kia Soul. 
Urban Cruiser производился на рынке Европы до конца 2011 года и в Японии до 2014 года.
Компактный хэчтбек Toyota Urban Cruiser, дебютировавший на западноевропейском рынке в 2009 году, был слегка видоизмененной копией модели Toyota Ist.
У Urban Cruiser в 2016 году появился преемник — Toyota C-HR, но Urban Cruiser продолжает выпускаться до сих пор на латинском (Центральная Америка) рынке. C-HR отличается от Urban Cruiser не только дизайном экстерьера и интерьера, но и кузовом. Он теперь кроссовер. 

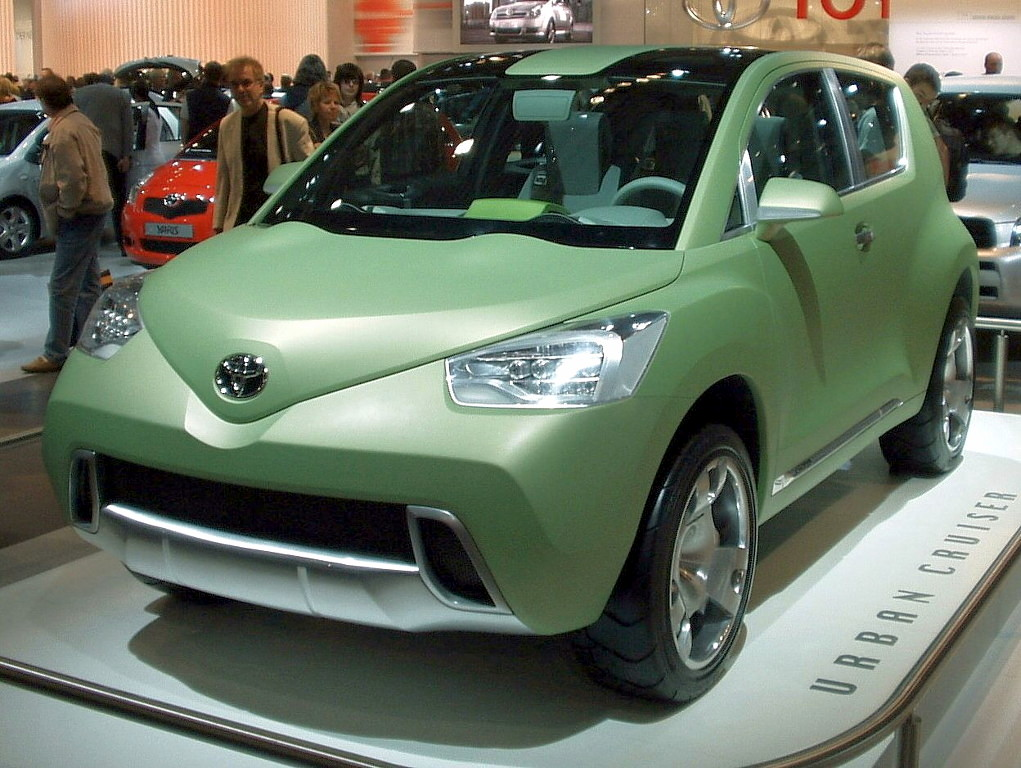
Концепт 2006 года
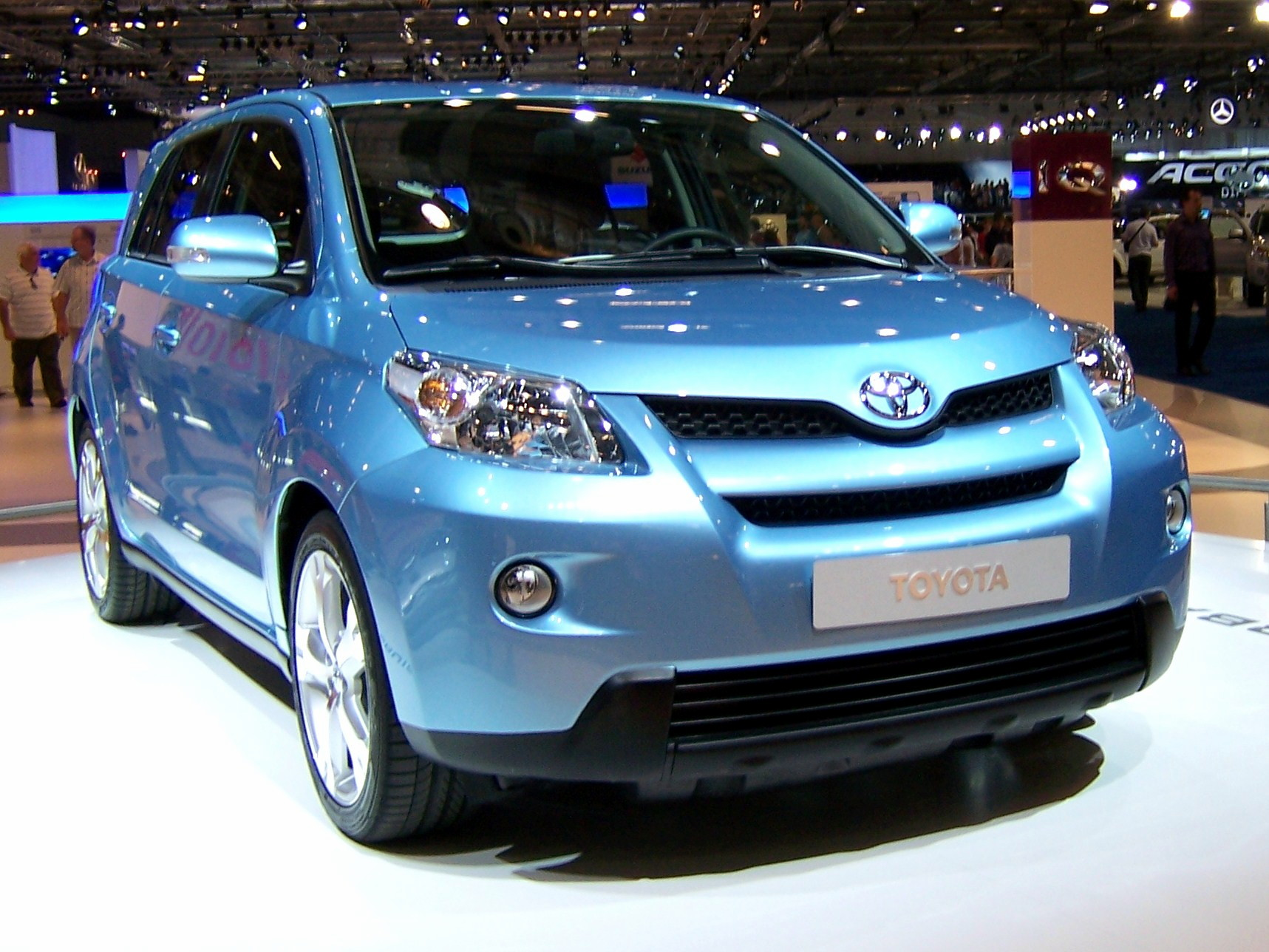
Концепт 2008 года
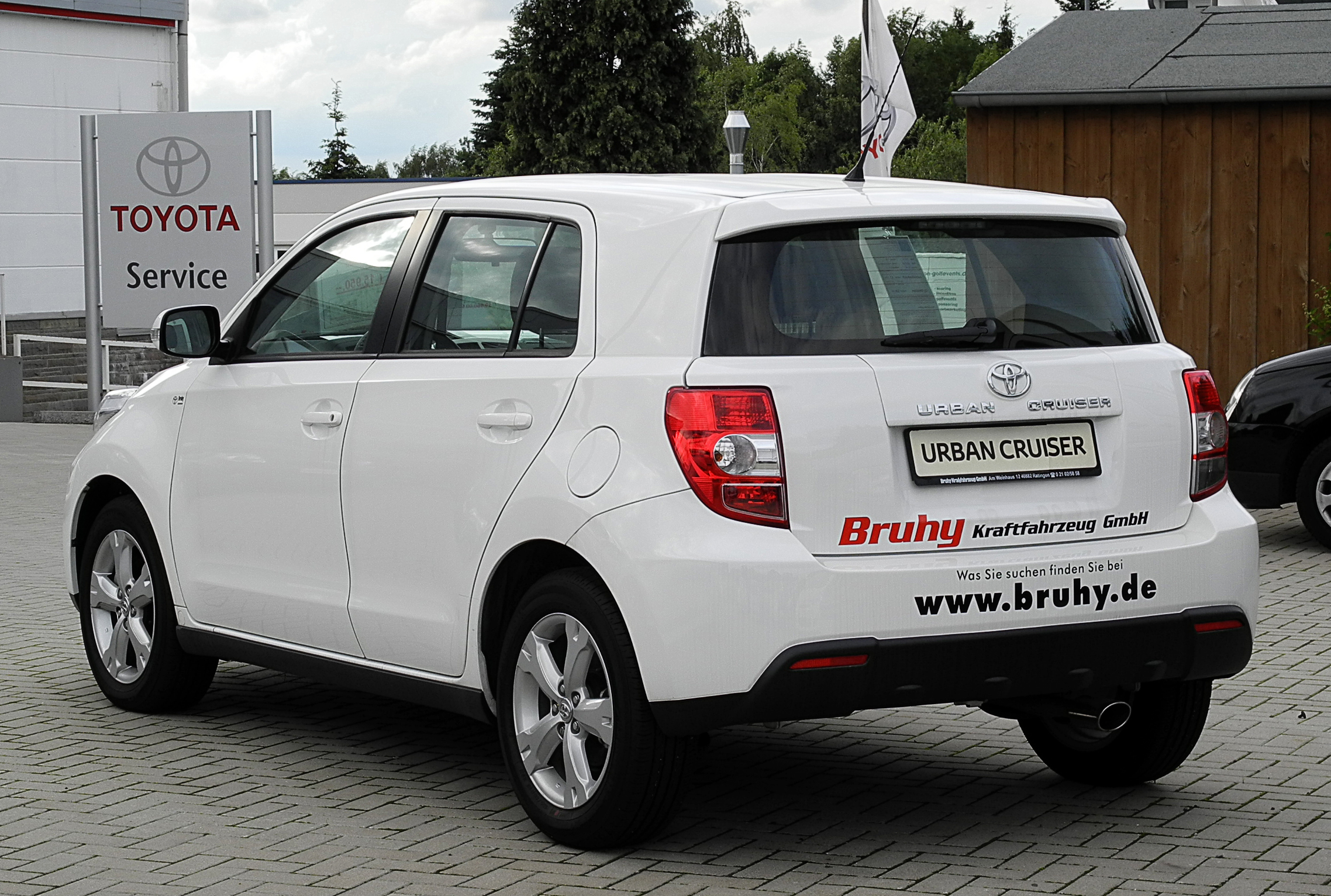
Серийная модель (сзади)

## Безопасность
| Euro NCAP                                                           | Euro NCAP | Euro NCAP | Euro NCAP             |
| ------------------------------------------------------------------- | --------- | --------- | --------------------- |
| · общий рейтинг                                                     |           |           |                       |
| 58%                                                                 | 71%       | 53%       | 86%                   |
| взрослый пассажир                                                   | ребёнок   | пешеход   | активная безопасность |
| Протестированная модель: Toyota Urban Cruiser, 2.0 D-4D, RHD (2009) |           |           |                       |